# مير سيك ام رع
مير سيك ام رع، فرعون من الأسرة الثالثة عشر، وربما كان الملك الخامس والثلاثين لهذه السلالة. يعتقد أنه حكم من ممفيس في مصر الوسطى والعليا لفترة قصيرة إما في أوائل القرن السابع عشر أو في الفترة من 1672 إلى 1669 قبل الميلاد أو من 1651 إلى 1648 قبل الميلاد. وقد يكون هو نفسه الملك ميرسكيمري (نفر حتب الثاني). 